# Manuel Cristóbal Errandonea
Manuel Cristóbal Errandonea (Vera de Bidasoa, 27 de febrero de 1905-París, 7 de julio de 1957) fue un político y militar español de militancia comunista.

## Biografía
Nació en 1905, en el seno de una familia católica, vascoparlante y de tradición carlista. En su juventud trabajó como taxista en la Estación del Norte de Irún y también como contrabandista en la frontera. Miembro del sindicato de chóferes de la UGT, desde 1931 estuvo afiliado a la Partido Comunista de España (PCE).
Tras el estallido de la Guerra civil se unió a las milicias republicanas. Duranta la campaña de Guipúzcoa se destacó especialmente en la defensa de Irún y de San Sebastián. Luego, durante la campaña del Norte, mandó el batallón «Rosa de Luxemburgo», la 6.ª Brigada vasca y, posteriormente, la 49.ª División. En el transcurso los combates en Vizcaya resultó herido. Con la caída del frente Norte regresó a la zona central republicana, donde fue nombrado comandante de una de las divisiones del XIV Cuerpo de Ejército Guerrillero. Posteriormente asumiría el mando de la 25.ª División —unidad veterana formada por milicianos anarquistas— y, más adelante, del XXI Cuerpo de Ejército en el Frente de Levante. En septiembre de 1938 fue ascendido al rango de teniente coronel. Al final de la contienda marchó al exilio.
En el exilió dirigió el PCE-EPK. En 1954 fue elegido miembro del Buró político del PCE. Falleció en París en 1957.